# أوستان جولسبي
أوستان جولسبي (بالإنجليزية: Austan Goolsbee) (و. 1969 – م) هو عالم اقتصاد من الولايات المتحدة الأمريكية ولد في واكو، تكساس.
وهو عضو في الحزب الديمقراطي الأمريكي .

## التعليم
تعلم في جامعة ييل، ومعهد ماساتشوستس للتقنية.

## مناصب وهيئات
أدار جامعة شيكاغو.

## روابط خارجية
- أوستان جولسبي على موقع IMDb (الإنجليزية)
- أوستان جولسبي على موقع إن إن دي بي (الإنجليزية)
- أوستان جولسبي على موقع قاعدة بيانات الفيلم (الإنجليزية)